# Про початок людської історії
Про початок людської історії — монографія вченого, доктора історії та філософії, Б. Ф. Поршнєва, присвячена фундаментальному дослідженню становлення Людини Розумної в історичному відрізку її відриву від мавпячих предків. За словами самого Б. Ф. Поршнева, з середини 1920-х років він задумав велике дослідження під умовною назвою "Критика людської історії", причому "Про початок людської історії" належить середній частині зазначеного дослідження. (В першій частині на основі аналізу низки проблем історії, філософії та соціології повинна була бути обґрунтована необхідність інвентаризації поглядів на початок людської історії, в другій частині - намітити зрушення у вивченні проблем початку людської історії, в третій - розглянути історію людства з позицій, намічених у другої частини.) Поршнєв вважав, що вивчення історії як набору фактів принципово неправильно, що ця наука настільки ж логічна і закономірна, як і точні науки. Він збирався описати людську історію саме з цієї точки зору.

## Історія створення та публікації
Над книгою автор працював близько 25 років і вона була опублікована посмертно у 1974 році московським видавництвом "Думка" в урізаному вигляді, причому книга користувалася великим успіхом серед читачів, але пройшла майже непоміченою офіційними науковими виданнями. У 2000-і рр. повний текст монографії був підготовлений до друку за рукописами, що зберігалися в РГБ. Роботою керували О.Т. Віте і Г.Р. Контарьов (помер у 2000 р.). Монографія з об'ємом, збільшеним на третину (640 сторінок проти 420 у виданні 1974 р.) побачила світ у 2006 р. в московському видавництві "Фері-В" накладом 5000 прим. У 2007 р. санкт-петербурзьке видавництво "Алетейя" випустило повний текст монографії в редакції 1972 р. (до скорочення) з науковим коментарем О.Т. Віте і значно розширеним науково-довідковим апаратом, що дає уявлення про нові досягнення в області антропогенезу і палеопсихології, зроблених вже після смерті автора. Обсяг цього варіанту - 720 сторінок.

## Оцінка наукового внеску
Переоцінити внесок Поршнєва в науку про антропогенез у вигляді внеску його в цілий ряд цілком самостійних наук вкрай складно, бо ці науки на проблемі антропогенезу перетинаються до такої міри, що кордон між ними провести вже практично неможливо. Однак є одна обставина, яка робить такий шлях виправданим.
Поршнєв чітко розумів двозначну роль спеціальних наук у вивченні проблем антропогенезу. З одного боку, палеоантропологи, палеонтологи і палеоархеологи - чи основні "легітимні" дослідники походження людини - були вкрай поверхово знайомі з серйозними науковими результатами, отриманими в зоології, психології, нейрофізіології, соціології. З іншого, самі ці перераховані науки були вкрай слабко розвинені саме в додатку до плейстоценового часу. Жоден зоолог ще не зайнявся серйозно екологією четвертинних предків людей, адже систематика, пропонована палеонтологами для описання цих предків тварин видів, не може замінити екології, біоценології, етології. Жоден психолог або нейрофізіолог не зайнявся, зі свого боку, філогенетичним аспектом своєї науки, вважаючи за потрібне вислуховувати імпровізації фахівців з зовсім іншої частини: вміють проводити розкопки і систематизувати знахідки, але не вміють поставити і самого простого експерименту в фізіологічній чи психологічній лабораторії. Жоден кваліфікований соціолог або філософ не написав про біологічну передісторію людей чого-небудь, що не було б індуковано, зрештою, тими ж палеоархеологами та палеоантропологами, які б самі потребували наукового керівництва у цих питаннях. Виходить замкнуте коло.... Для того, щоб прорвати це замкнене коло, Поршнєв взявся за заповнення названих вище прогалин у зоології, фізіології, психології, соціології, філософії тощо. Поршнєв - матеріаліст. І в цьому відношенні він не самотній у колі антропологів. Однак він чи не єдиний дослідник-матеріаліст, який врахував, засвоїв весь той масив релігійної критики матеріалістичних уявлень про антропогенез, який накопичився з часу виходу дарвінівського "Походження видів". З усіх матеріалістичних концепцій походження людини концепція Поршнева сьогодні залишається єдиною, котра зуміла усунути всі ті наївно-спрощені елементи матеріалістичного підходу до проблеми, на які вже давно і цілком обґрунтовано вказувала релігійна критика.

## Основні тези
- Люди - це вид Homo sapiens, що сформувався 40-35 тис. років тому
- Бути двоногим - ще далеко не означає бути людиною
- Мова з'являється тільки у Homo sapiens
- Мислення без мови і до мови неможливо
- Якщо немає в наявності верхніх передніх формацій лобових часток - значить, немає мови, значить, немає людини
- Сугестія є мова мінус контрсугестія
- Неможливо уявити собі сімейство троглодитів в ролі хижаків